# Molí del Campàs
El Molí del Campàs és un antic molí que consta de tres construccions al NO del nucli de l'Esquirol (Osona). El molí al llit de la Riera de les Gorgues, és de planta rectangular i consta de planta baixa, primer pis i golfes, a la part baixa hi ha la sortida de l'aigua de les turbines. A llevant presenta un portal d'arc rebaixat amb pedra esculpida. És construït en pedra sense picar als murs de la part baixa i amb tàpia superiors, les obertures són de pedra picada. El cobert de pedra de nova factura i el cos rectangular cobert a dues vessants amb el carener paral·lel a la façana, la qual és orientada a ponent i presenta un portal d'arc rebaixat construït en maó. A migdia hi ha un altre portal de pedra i rectangular, amb un cos annex que ubicava l'antic forn de pa.
Antic molí que degué formar part del patrimoni del mas del Campàs, mas que trobem registrat en el fogatge de la parròquia i terme de Corcó era al segle xvi (1553). El molí però es degué construir més tard per tal d'aprofitar l'energia de la Riera de les Gorgues, segons les dades que ens dona la mateixa construcció sabem que fou fet al 1130(?) i reedificat cap al 1815 (vegeu la inscripció del portal de llevant). Al mur de ponent duu la data de 1807.